# Vitalij Michajlovič Abalakov
Vitalij Michajlovič Abalakov o Виталий Михайлович Абалаков in cirillico (Enisejsk, 13 gennaio 1906 – Mosca, 26 maggio 1986) è stato un alpinista e ingegnere sovietico.
Fratello di Evgenij, è considerato il padre dell'arrampicata sovietica.
Comincia la sua carriera alpinistica sui pilastri del Krasnojar nel 1915. Nel corso degli anni compie grandi imprese, spesso delle prime assolute e su montagne ai confini del mondo, ricordiamo in particolare la prima al Picco Lenin nel 1934.
Ad Abalakov sono legate innumerevoli invenzioni:
- la prima carrucola per sollevare i pesi
- i primi nuts tubolari di dimensioni variabili
- i primi chiodi da roccia e ramponi in titanio
- i primi autobloccanti metallici
- i primi friends a camme.
- le prime vere viti da ghiaccio

Da ricordare inoltre la nota calata su ghiaccio, su clessidra artificiale (serve per attrezzare una sosta o in caso di necessità per fare una discesa in corda doppia), motivo per il quale il nome di Abalakov è conosciuto tra gli alpinisti occidentali. Morì a Mosca all'età di 80 anni.